# Loknjanskij rajon
Il Loknjanskij rajon (in russo Локнянский район?) è un rajon dell'Oblast' di Pskov, nella Russia europea. Istituito nel 1927, il cui capoluogo è Loknja.